# Милан Ангелов
Милан (Михаил) Ангелов Христов е български революционер, скопски войвода на Вътрешната македоно-одринска революционна организация.

## Биография
Милан Ангелов е роден в 1879 година в град Прилеп, тогава в Османската империя. Учи в българската гимназия в Солун. В 1900 година е учител в село Конче, но в края на годината след предателство е арестуван и затворен в Куршумли хан в Скопие. След като излиза от затвора става нелегален четник при Никола Пушкаров. През Илинденско-Преображенското въстание в 1903 година е войвода на чета в Скопско. След въстанието емигрира в свободна България и работи в Дирекцията на статистиката.
При избухването на Балканската война в 1912 година е доброволец в Македоно-одринското опълчение и 1 рота на 2 скопска дружина.
На 21 юли 1945 година влиза в ръководството на Илинденската организация като подпредседател заедно със Стефан Аврамов - председател, Никола Константинов (касиер), секретарите Никола Паунчев и Любен Казаски, както и двамата съветници Божин Проданов и Тома Кърчов.
Умира на 30 март 1949 година в София.